# Heinrich der Sanftmütige

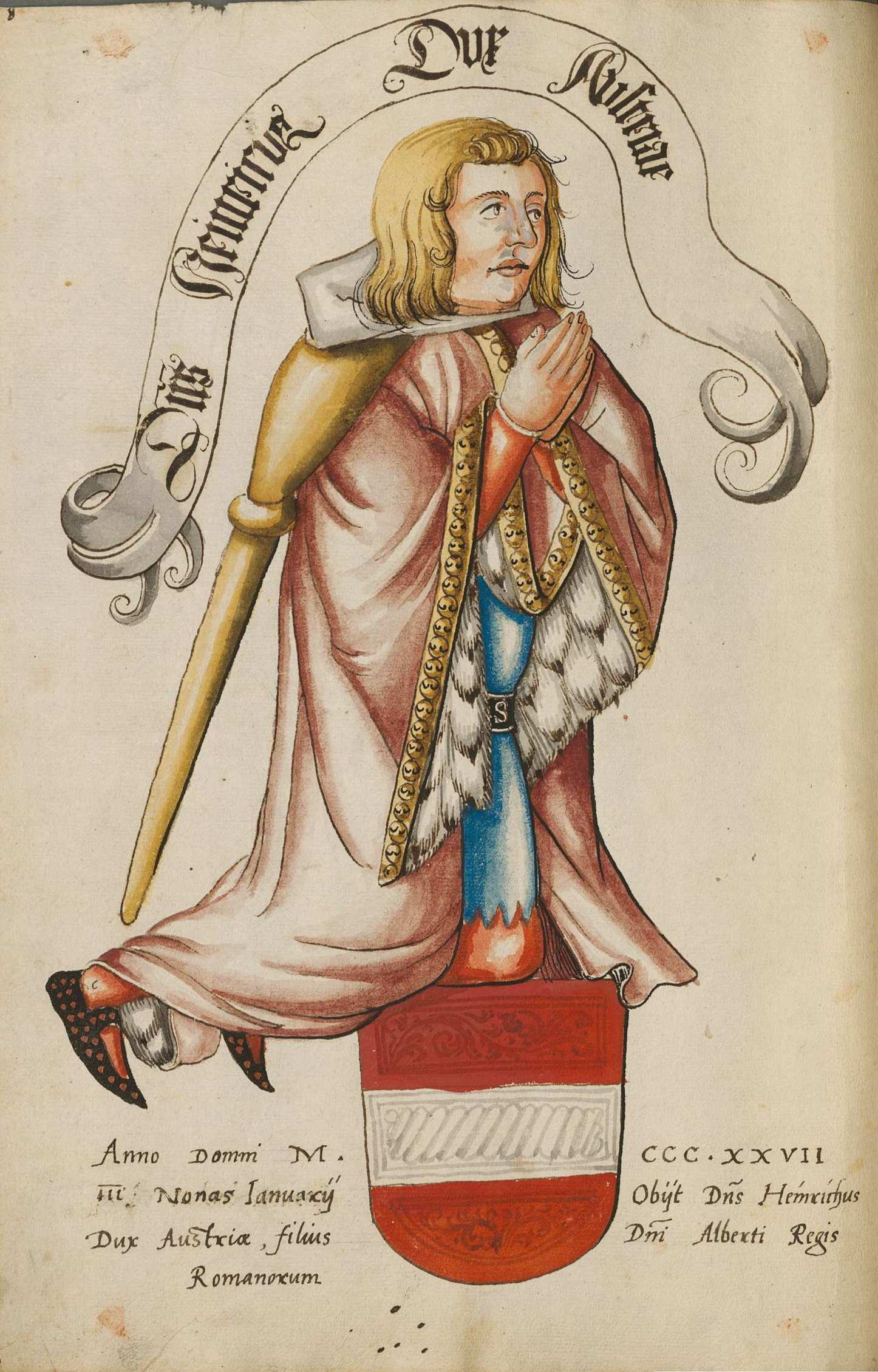
Idealporträt Heinrichs des Sanftmütigen aus einer Handschrift um 1560 (BSB cod.icon. 330)

Stift St. Paul im Lavanttal, Zugang zur Gruft der frühen Habsburger

Heinrich der Sanftmüthige oder der Freundliche (* 15. Mai 1299; † 3. Februar 1327 in Bruck an der Mur), Herzog von Österreich, war Sohn von König Albrecht I. und dessen Frau Elisabeth von Kärnten, Görz und Tirol.

## Leben
Im Jahr 1314 heiratete Heinrich Gräfin Elisabeth von Virneburg. Die Ehe blieb kinderlos.
Im Auftrag seines Bruders, des Gegenkönigs Friedrich, zog er 1316 mit 2000 Reitern und noch mehr Fußvolk nach Rom, um Papst Johannes XXII. zu Hilfe zu kommen, der Friedrich in der Auseinandersetzung mit Ludwig dem Bayern um die Königskrone unterstützte. Aber noch bevor er Rom erreichte, wurde er von seinem Bruder zurückgerufen.
Bei der Schlacht bei Mühldorf vom 28. September 1322 wurde Heinrich, ebenso wie sein Bruder Friedrich und 1300 weitere Angehörige des österreichischen und salzburgischen Adels, gefangen genommen. Heinrich wurde mehrere Jahre im böhmischen Schloss Bürglitz gefangen gehalten, bevor er für ein Lösegeld von 3000 Dukaten und die Abtretung seiner Rechte in Znaim, Castell, Laa und Weitra freigelassen wurde. 
Gezeichnet von den harten und schweren Haftbedingungen verstarb Heinrich 28-jährig in Bruck an der Mur. Seine Witwe ließ ihn im Kloster Königsfelden in der Habsburgergruft beisetzen. 1770 kam er durch die Feierliche Übersetzung der kaiserlich-königlichen-auch-herzoglich-österreichischen höchsten Leichen zunächst in den Dom St. Blasien und nach der Aufhebung des Klosters St. Blasien 1806 in das Stift Spital am Pyhrn, dann 1809 in die Stiftskirchengruft des Klosters Sankt Paul im Lavanttal in Kärnten.